# چارلز الگرنون پارسونز
چارلز الگرنون پارسونز (انگلیسی: Charles Algernon Parsons; ۱۳ ژوئن ۱۸۵۴ – ۱۱ فوریهٔ ۱۹۳۱) یک دانشمند اهل بریتانیا بود.
وی همچنین برنده جوایزی همچون مدال کاپلی شده‌است.